# (13918) Tsukinada
(13918) Tsukinada est un astéroïde de la ceinture principale.

## Description
(13918) Tsukinada est un astéroïde de la ceinture principale. Il fut découvert le 24 août 1984 à Geisei par Tsutomu Seki. Il présente une orbite caractérisée par un demi-grand axe de 2,62 UA, une excentricité de 0,22 et une inclinaison de 10,2° par rapport à l'écliptique.

## Compléments